# Turó Park
Pour les articles homonymes, voir Turó et Park.
Le Turó Park (en catalan :Turó Parc ou parc del Turó), est un espace vert public de la ville de Barcelone, créé par l'architecte paysagiste Nicolau Maria Rubió i Tudurí.
Géré par la mairie de Barcelone, le parc est situé dans le district de Sarrià-Sant Gervasi, près de l'avenue Diagonale. 

## Présentation
Le parc est dédié à l'écrivain catalan Eduard Marquina.
Il est célèbre pour accueillir de nombreuses sculptures, dont l'hommage à Pau Casals, d'Apel·les Fenosa.

## Galerie de photographies

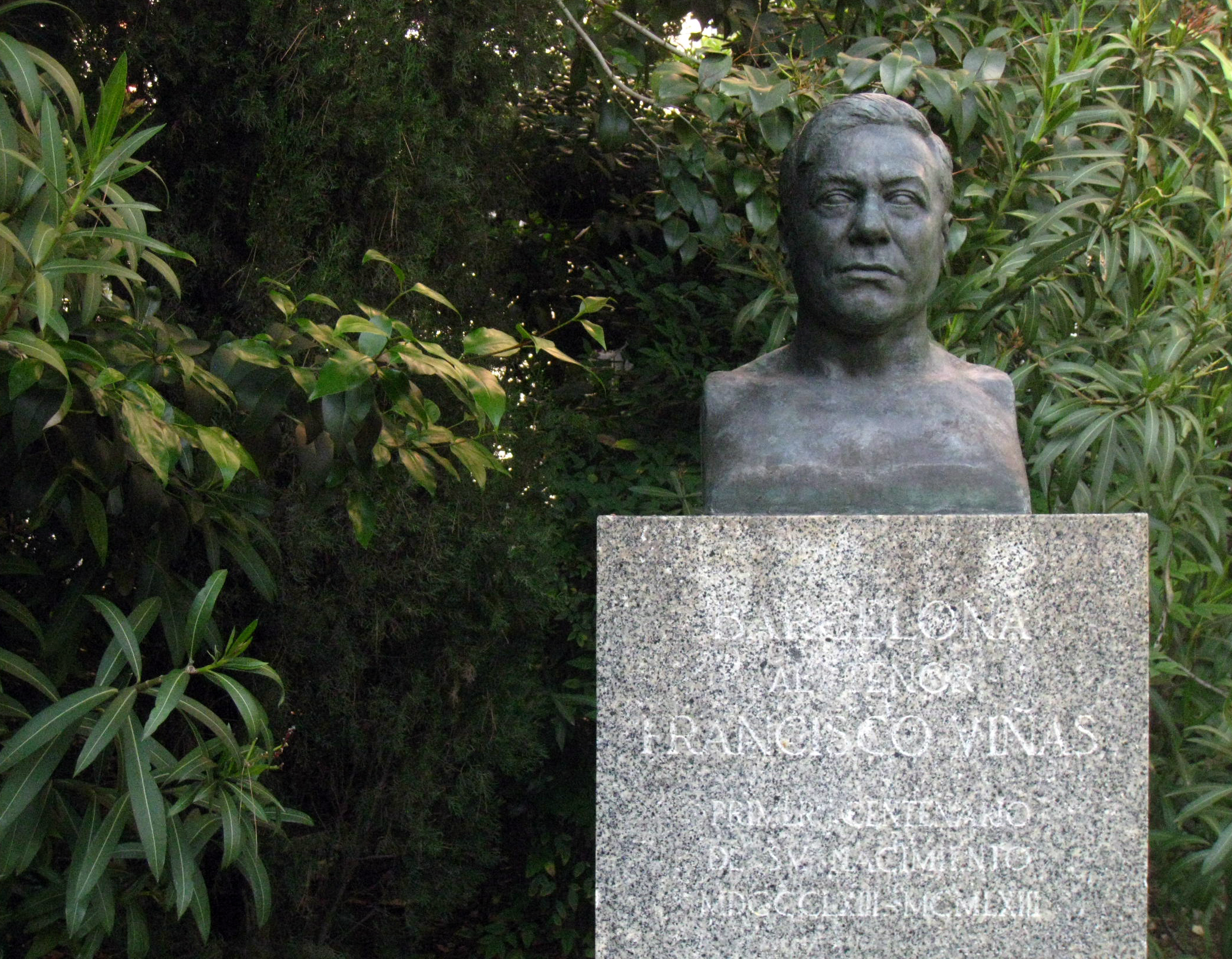
A Francesc Viñas, de Josep Clarà.
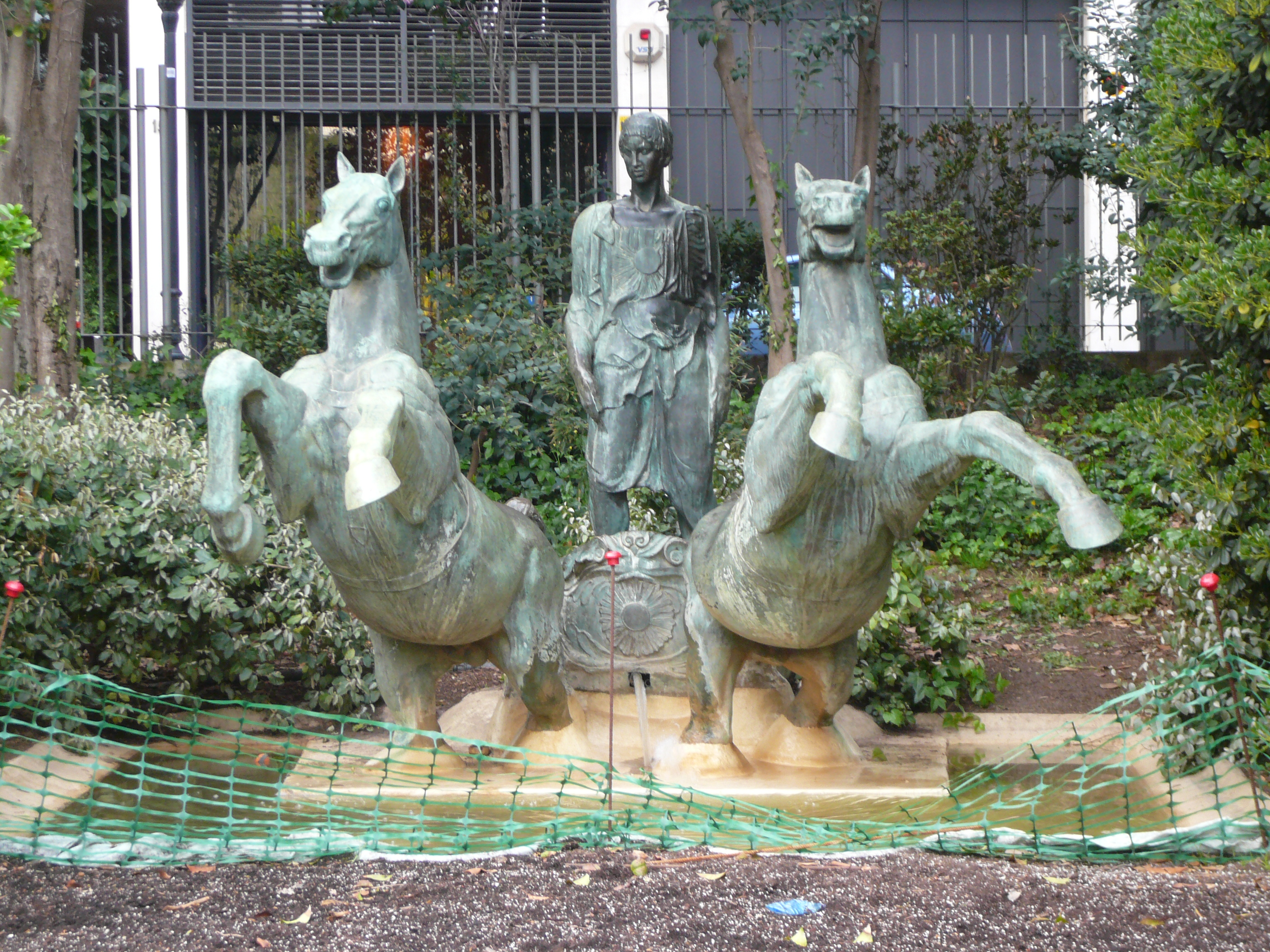
Font de l'Aurora, de Joan Borrell i Nicolau.
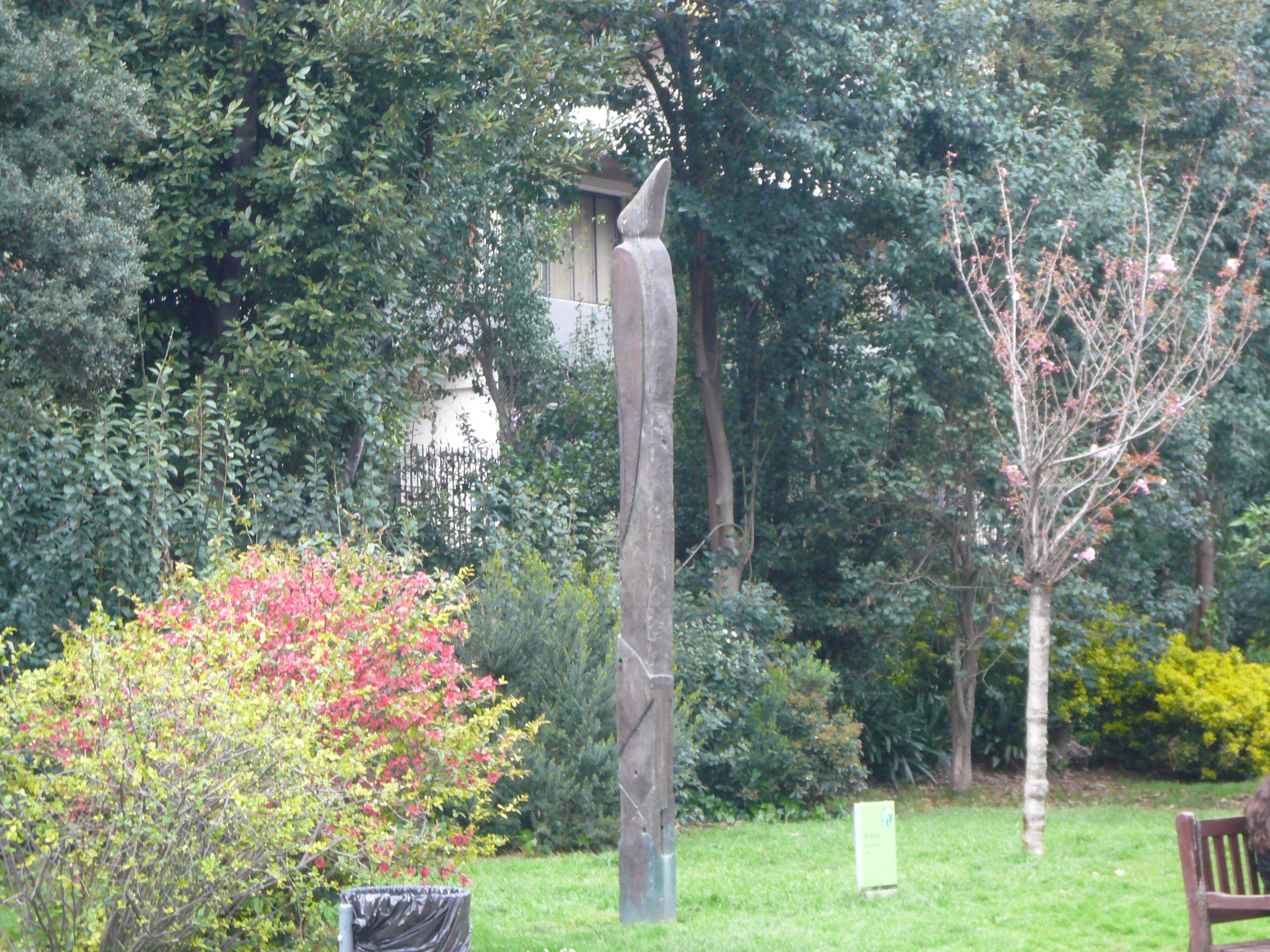
L'oiseau, de Jean-Michel Folon.
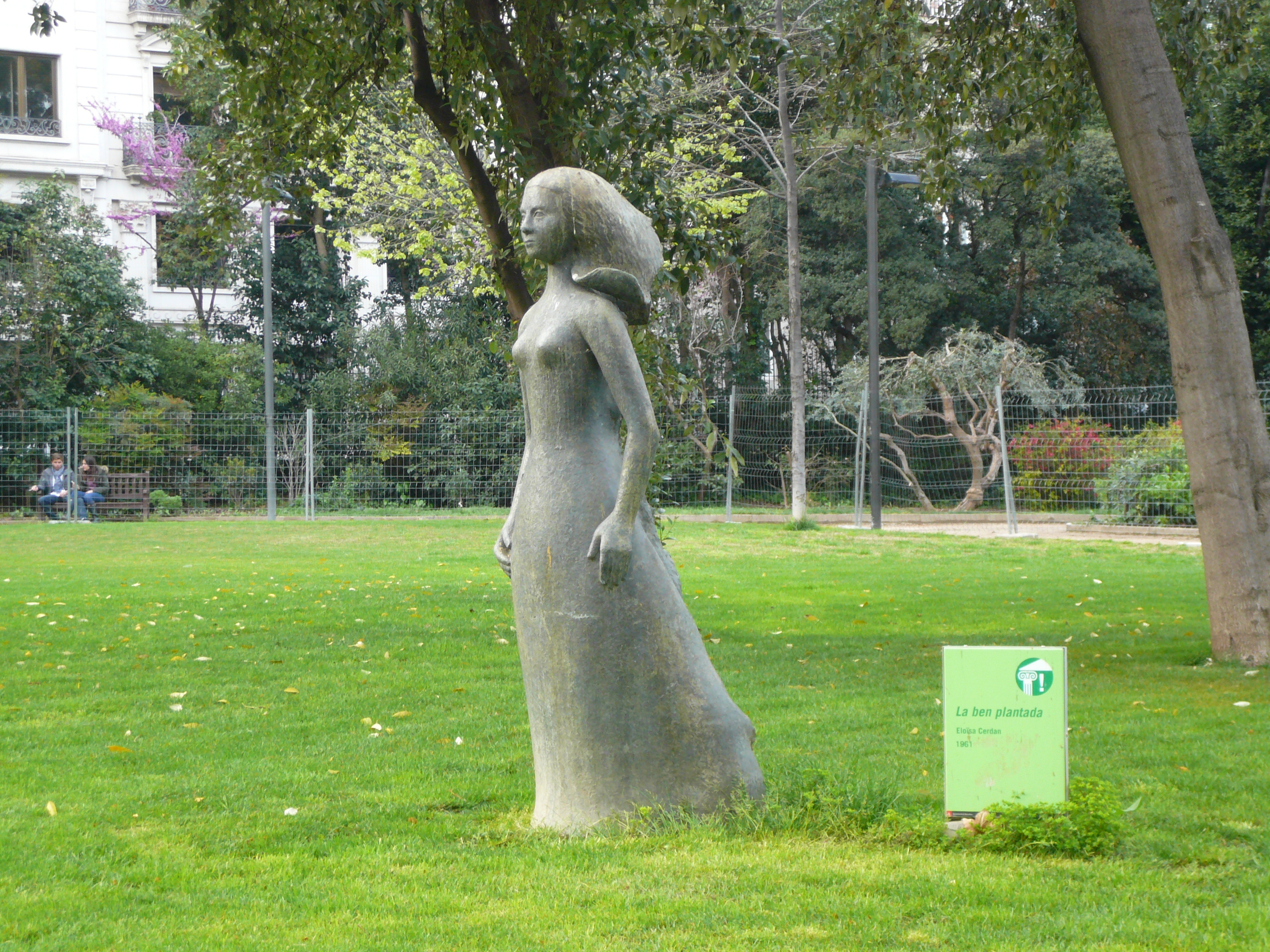
La ben plantada, de Eloïsa Cerdan.
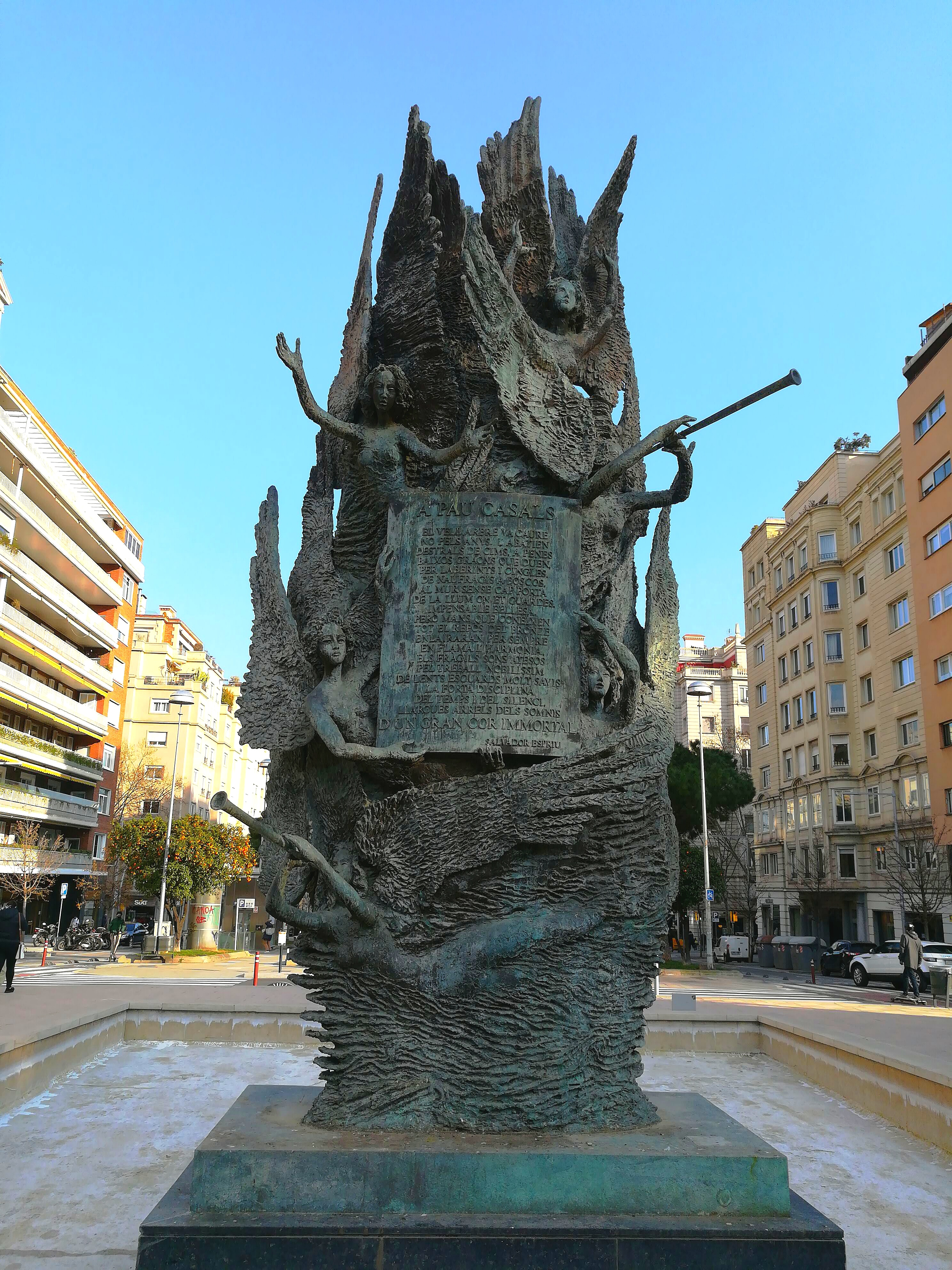
A Pau Casals, d'Apel·les Fenosa.